# 扁平コンジローマ
扁平コンジローマ（へんぺいコンジローマ、ラテン語: condylomata lata）とは、第二段階へ至った梅毒感染者の口、わきの下、陰部、肛門など、皮膚の湿った部位にできるイボ状の病変を特徴とする皮膚疾患。スピロヘータ（梅毒トレポネーマ）によって引き起こされる梅毒の感染第二段階(第Ⅱ期顕症梅毒)の症状として、丘疹性梅毒疹・梅毒性乾癬・梅毒性バラ疹とともに見られる。梅毒第2期には、感染から約3か月経過後、つまり、第1期梅毒症状の潜伏期移行から4～10週間経過後に進行する。
扁平コンジローマは、第Ⅱ期段階となった梅毒患者の約1⁄3に見られ、痛みを伴わない、粘膜およびイボ状の糜爛を特徴とする。性器および会陰部の温かく湿った部位に発生する傾向がある。これらの病変部にはスピロヘータが多く蓄積されており、高い感染力を有する。病変は数日から数週間後に見た目状は完治と誤解させるように完全消失し、再度潜伏期に進行する。梅毒感染から3年経つと第3段階(晩期顕性梅毒)へと移行し、感染者の皮膚や筋肉、骨に結節やゴム腫と呼ばれるゴムのような柔らかいできものが出来る。

## 参考資料
1. ↑  Rapini, Ronald P.; Bolognia, Jean L.; Jorizzo, Joseph L. (2007). Dermatology: 2-Volume Set. St. Louis: Mosby. ISBN 1-4160-2999-0
2. ↑  “「近年治療が進歩した尖圭コンジローマ」”. 医療法人社団 予防会 - コラム・ニュースページ. 2025年1月12日閲覧。
3. 1 2 3  “梅毒｜厚生労働省”. www.mhlw.go.jp. 2025年1月12日閲覧。
4. 1 2  “梅毒 - 16. 感染症”. MSDマニュアル家庭版. 2025年1月12日閲覧。
5. 1 2 3  cyber-admin (2023年2月15日). “梅毒 ｜レディースクリニックまぶち | 岐阜市の産婦人科”. レディースクリニックまぶち | 岐阜市の産婦人科. 2025年1月12日閲覧。
6. ↑  “梅毒 - 13. 感染性疾患”. MSDマニュアル プロフェッショナル版. 2021年6月13日閲覧。
7. ↑  マルホ株式会社. “梅毒（扁平コンジローマ）［ばいどく（へんぺいこんじろーま）］”. マルホ株式会社　皮膚科学領域での卓越した貢献を. 2025年1月12日閲覧。
8. ↑  Ryan, Kenneth J. 2010. Sherris Medical Microbiology, 5th ed. McGraw-Hill